# Giovanni Rasori
Giovanni Rasori (né le 20 août 1766 à Parme; mort le 12 avril 1837 à Milan) est un médecin italien de la fin du XVIIIe et du début du XIXe siècle.

## Biographie
Né à Parme, Giovanni Rasori était fils du directeur de la pharmacie de l'hôpital de Parme. Pensionné par le duc de Parme pour aller compléter ses études médicales dans les universités étrangères, il visita dans ce but Florence, Pavie, Londres et Milan.
Il fut nommé en 1796 professeur de pathologie, puis recteur à la Faculté de médecine de l'université de Pavie. Favorable aux idées progressistes, il devint en 1797 secrétaire du ministère de l'intérieur de la République cisalpine à Milan.
Il quitta la ville avec les Français, y rentra après la bataille de Marengo (1801), fut nommé premier médecin du gouvernement, médecin en chef de l'hôpital militaire, et créa des cours de clinique qui obtinrent un grand succès, et où il enseigna une doctrine médicale toute nouvelle.
Il perdit ses emplois en 1814, fut impliqué par l'Autriche dans une conspiration, et tenu en prison jusqu'en 1818. Après son élargissement, il ne s'occupa plus que de l'exercice de sa profession.
Selon Rasori, presque toutes les maladies venaient de causes stimulantes, et c'est par des contre-stimulants qu'on devait les traiter : cette doctrine, suggérée par les écrits de Brown, prépara celle de Broussais.

## Œuvres
On a de Giovanni Rasori :
- une traduction de Brown en italien, Pavie, 1792,
- une traduction de la Zoonomie de Darwin, 1802,
- la Théorie de la phlogose ou inflammation, 1837, ouvrage où il expose son système et qui fut traduit en français dès 1839.

## Sources
Marie-Nicolas Bouillet  et Alexis Chassang (dir.), « Giovanni Rasori » dans Dictionnaire universel d’histoire et de géographie, 1878 (lire sur Wikisource)